# Alberto Castro Girona
Alberto Castro Girona   (Puerto Princesa, 7 d'octubre de 1875 - Madrid, 3 d'agost de 1969) va ser un militar espanyol que va aconseguir l'ocupació de tinent general de Infanteria i Medalla Militar concedida l'1 d'octubre de 1927. Coronel cap de la Mehal·la Khalifiana durant la Guerra del Rif.

## Biografia
Cadet a l'Acadèmia d'Infanteria de Toledo. Forma part de la Primera Promoció, company de Eduardo López-Ochoa. Gran coneixedor dels rifenys (parlava diversos dialectes amazics), era apreciat per alguns caps de cabiles. Ell sol, disfressat amb gel·laba com a venedor de carbó, es va atrevir a trepitjar la ciutat santa de Xauen.

### Guerra del Rif
Coronel de la Mehal·la Khalifiana durant la Guerra del Rif va estar al comandament d'una columna. En el setge de Xauen, Castro Girona es disfressa de "carboner d'Ahmas" per entrar a la ciutat i negociar la seva rendició. Per aquesta acció aconsegueix l'ascens a general, sent traslladat a la zona occidental del Protectorat marroquí.
| «                                                            | "...Castro Girona és el conqueridor de Xauen. La seva labor política, paral·lela amb el seu prestigi militar, li va obrir el pas, i una nit, amb els Regulars i la Mehal·la que ell manava, va pujar a peu les altures del Kaâla sobre Xauen, i al matí, els moros encara no sotmesos, que intentaven oposar-se a l'ocupació de la ciutat sagrada, es van trobar sorpresos amb que se'ls havia avançat Castro Girona, i que des del Kaâla protegia l'entrada de les nostres tropes en Xauen..." | » |
| — El Coronel-General Castro Girona, ABC 29 d'octubre de 1921 | |   |

Al maig de 1922 va ser nomenat coronel cap del Regiment de Toledo n. 35.
Cap de la Tropes de Zona de Tetuan. Al març de 1923 va ser nomenat Cap del Gabinet Militar del Comissari Superior al Marroc, continuant en el càrrec d'Inspector General d'Intervenció i Tropes Khalifianes. Durant els mesos de juliol i agost de 1924, les Intervencions Militars, eficaç segona etapa de la Policia Indígena desacreditada en el desastre de 1921, enviaven a l'alt comissari informis cada vegada més alarmants sobre l'amenaça dels rifenys a Gomara, Djabala i la regió occidental.
En el replegament de Xauen resulta especialment complicat, en el seu camí fins a Tetuan els espanyols són atacats constantment pels rifenys, Castro Girona mana l'avantguarda i Francisco Franco la rereguarda. Tots dos defensen la columna que arriba a la seva destinació amb unes 2.000 baixes. El 1927 va ser promogut a l'ocupació de tinent general, per mèrits de campanya.

### Dictadura de Primo de Rivera
A la fi de 1928 alguns oficials d'Artilleria organitzen un moviment cívic-militar per derrocar la dictadura de Primo de Rivera. La revolta s'inicia a València en la matinada del 29 de gener de 1929, on acudeix amb vaixell des del seu exili a París José Sánchez Guerra, qui creia comptar amb el suport del Capità General de la III Regió Militar, Alberto Castro Girona. El moviment fracassa a tot Espanya, menys a Ciudad Real. A les sis del matí del 30 de gener deté a José Sánchez Guerra, qui el commina repetides vegades perquè se sumés al moviment juntament amb la guarnició valenciana i secundés l'avortat moviment de Ciudad Real.
Sofreix la pèrdua del càrrec i presó preventiva, i és condemnat al juliol de 1929 pel Consell Suprem de Justícia Militar a un any de presó militar correccional per la conducta passiva que va observar des de l'arribada del senyor Sánchez Guerra a València.

### Segona República
Tinent General en actiu però sense destinació, va estar en una situació de total ostracisme dins l'Exèrcit de la República, no s'havia acollit al Decret Azaña sobre el pas a la reserva i retir extraordinari de 1931, però encara no tenia l'edat reglamentària per passar a la reserva.

### Guerra Civil espanyola
El 18 de juliol de 1936 era un dels tres tinents generals de l'Exèrcit Espanyol, segon en l'escalafó. Es trobava en situació de disponibles sense destinació. No es va revoltar. Així i tot el Govern republicà el va empresonar. Per temor davant una possible derrota, Francisco Largo Caballero va plantejar el 14 d'octubre de 1936 a Rosemberg (ambaixador de la Unió Soviètica a Espanya) la substitució de Manuel Estrada Manchón per Alberto Castro Girona com a Cap d'Estat Major del nou Exèrcit Popular de la República.

### Missió econòmica espanyola al Japó
El fet més important de les relacions entre el govern de Wang Jingwei (汪精衛) i el de Franco va ser la visita d'una nombrosa comissió, presidida per Alberto Castro Girona, que, després de desplaçar-se a l'arxipèlag japonès, va continuar el viatge a través de la Xina de Wang, territoris continentals dominats per l'Exèrcit Imperial Japonès. L'expedició va sortir el 12 d'abril de 1940 en el buc Hakozaki Maru i va arribar a Xangai el 29 de maig.
La visita a la seu del govern Govern nacionalista de Nanquín va ser la primera d'una missió estrangera a aquest nou govern que no estava encara reconegut si més no per Japó; el significat polític va ser important i la utilització propagandística molt gran. La missió també va visitar la capital de Manxukuo, Harbin. Alberto Castro Girona, portat per l'eufòria del moment, va fer verbal la declaració de reconeixement, que més tard recordarien els xinesos amb insistència. L'entrada d'Itàlia en la Segona Guerra Mundial va portar al Ministeri d'Afers exteriors espanyol a cancel·lar la visita de Castro Girona a les Filipines.

### Últims anys
Des de 1941 va estar retirat de la vida pública.
Va morir el 3 d'agost de 1969 i va ser enterrat al cementiri sacramental de San Isidro de Madrid. En contrast amb el que ocorria en ocasió de la defunció de militars importants, est va tenir un ressò molt discret en la premsa. Amb prou feines es va recollir un breu informant de la defunció i l'endemà el seu posterior sepeli, no oferint-se com era habitual la seva biografia. La representació oficial va ser d'un nivell baix, presidint el general de Divisió Tomás García Rebull, capità general en funcions de la Primera Regió Militar.
Va rebre durant la seva carrera nombroses condecoracions, entre elles la Medalla Militar Individual.

## Escrits
- Gerardo Farfán de los Godos; Pedro González Gómez de Santiago; Alberto Castro Girona: Por los fueros de la verdad; aclaraciones necesarias para la historia de los sucesos de Valencia. Madrid, Compañía Ibero-americana de Publicaciones (S.A.) 1930.